# بریدرز
بریدرز (به انگلیسی: The Breeders) یک گروه راک آمریکایی است که در سال ۱۹۹۰ توسط کیم دیل (از گروه پیکسیز) و تانیا دونلی از گروه Throwing Muses تأسیس شد. ترکیب اعضای این گروه چندین بار دستخوش تغییر و تحول شده است. کیم دیل تنها عضو گروه است که همیشه عضو آن بوده است. نخستین آلبوم انها تحت عنوان Pod که در سال ۱۹۹۰ منتشر شد، خیلی از نظر تجاری موفق نبود، اما نظر منتقدین را به خود جلب کرد. موفق‌ترین آلبوم آنها Last Splash بود که در سال ۱۹۹۳ منتشر شد و حاوی تک‌آهنگ موفق به نام Cannonball بود.